# Historia de León (España)

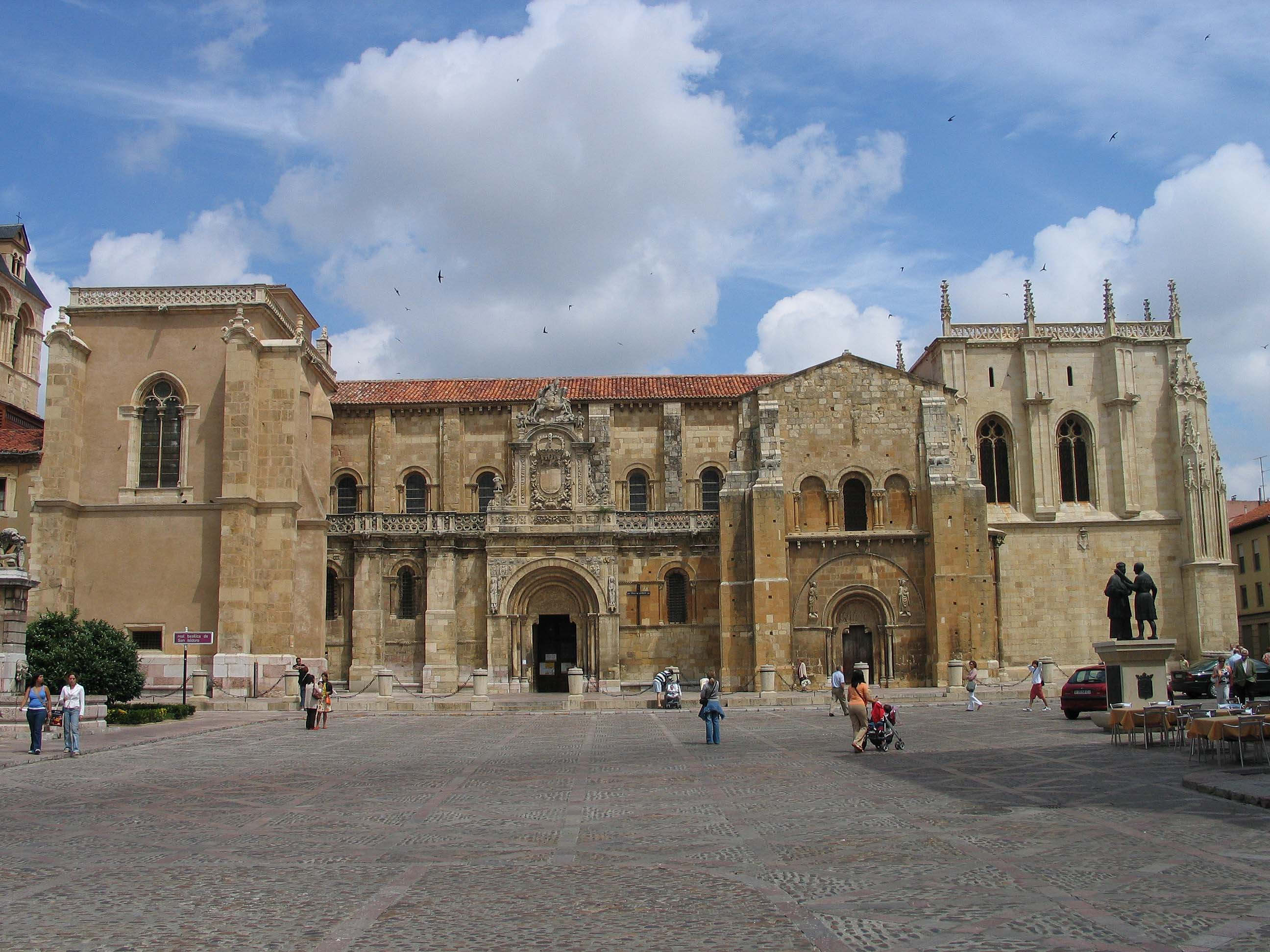
La historia de la ciudad de León se remonta a hace más de 2000 años. En la imagen, San Isidoro.

La historia de la ciudad de León se remonta a la Edad Antigua, cuando a mediados del siglo I a. C. la Legio VI Victrix estableció su campamento entre los ríos Bernesga y Torío, cerca de la ciudad astur de Lancia, y a la cual siguió la Legio VII Gemina, que permanecería hasta principios del siglo V. Incorporada en 856 al reino de Asturias, desde 910 se convirtió en capital del reino de León, dotándose de un fuero en 1017, y acogiendo acontecimientos como la celebración, en 1188, de las primeras cortes europeas. Sin embargo, tras la inclusión del reino de León en la Corona de Castilla, la ciudad inicia un largo periodo de decadencia que sólo acabará con la llegada del ferrocarril, en el siglo XIX, y con la industrialización, ya en el siglo XX.

## Fundación: Legio

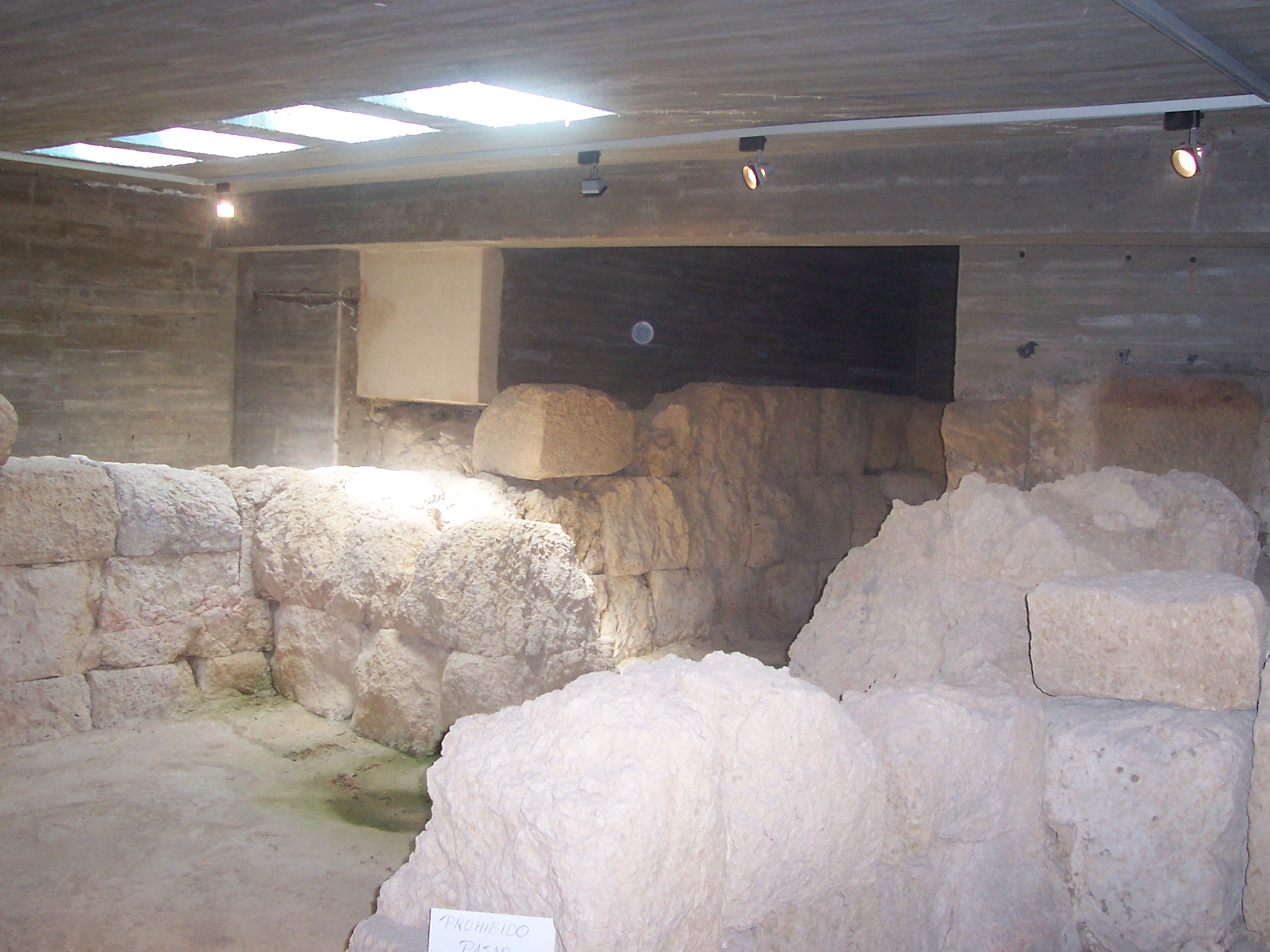
Restos de la Porta Principalis del campamento de la Legio VII Gemina.

En el año 29 a. C., la Legio VI Victrix fue llevada a la Hispania Tarraconensis, donde ayudó en la guerra de Augusto contra los cántabros, entre el 25 a. C. y el 13 a. C. Permaneció asentada en el campamento de León durante casi un siglo, recibiendo el apelativo de Hispaniensis. Su misión fundamental fue mantener el orden y controlar las cercanas explotaciones auríferas; así, a comienzos del reinado de Nerón, aplastó con facilidad una sublevación de los astures. Además, proporcionó escoltas y personal especializado a los gobernadores y procuradores de las provincias Lusitania y Tarraconense.
La impopularidad de Nerón determinó que el gobernador de la Tarraconense, Servio Sulpicio Galba, se sublevase y se proclamase emperador en la ciudad de Clunia, siendo apoyado por la Legio VI Victrix. Para completar a ésta, Galba creó la Legio VII Galbiana, primer nombre que recibió en honor a su fundador, luego llamada Legio VII Gemina.

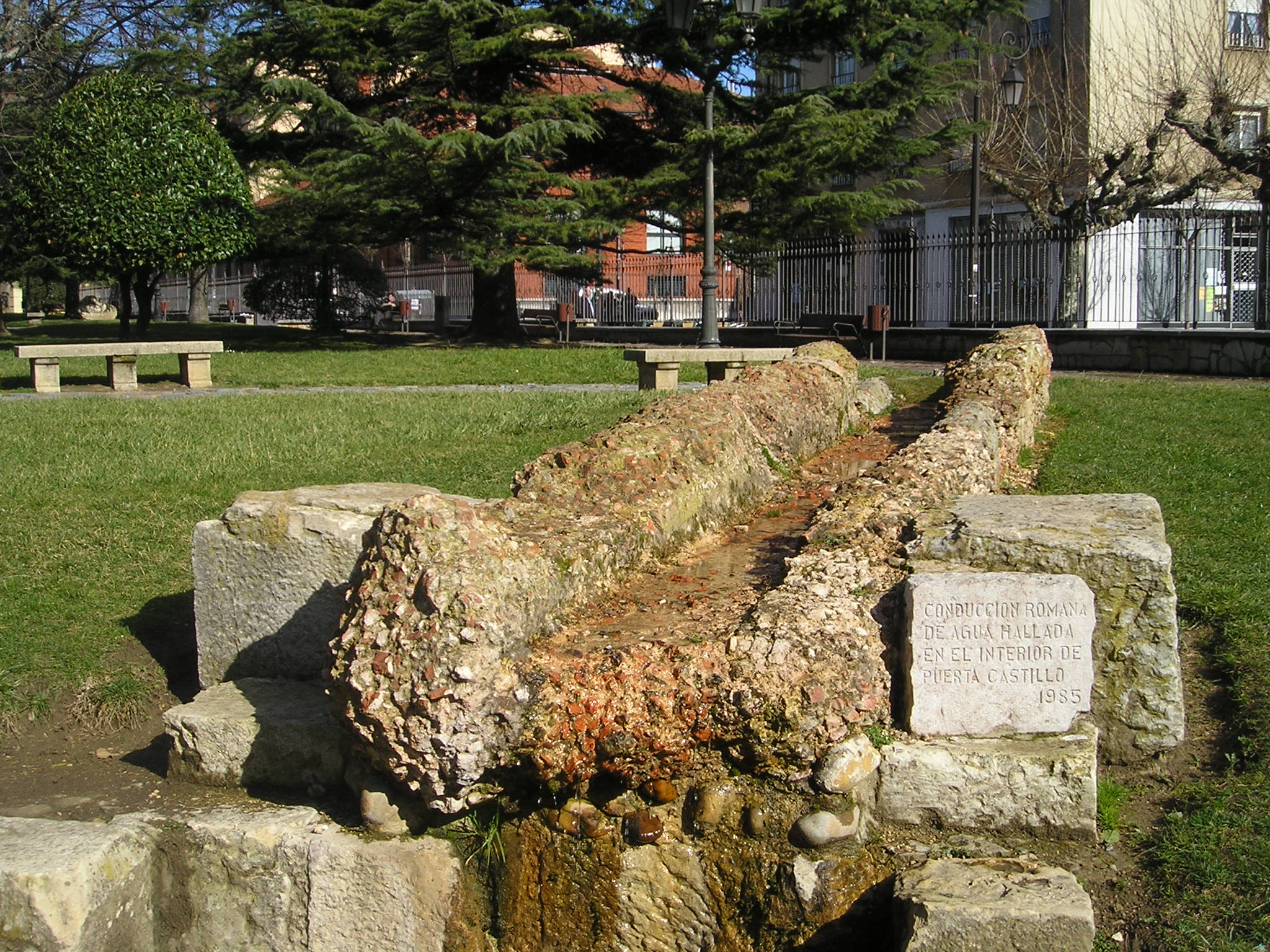
Canalización de agua construida por la Legio VII Gemina para abastecer sus instalaciones campamentales.

A partir del año 74, bajo el reinado del emperador Vespasiano, el recinto campamental de Legio, abandonado desde la partida hacia Germania de la Legio VI Victrix, fue reocupado por la Legio VII Gemina, levantándose un nuevo campamento, con una orientación ligeramente distinta de la de su predecesora, que se convirtió en su base permanente hasta su desaparición en el año 409. La trama reticular de este castra legionis VII Geminae determinó la posterior evolución de Legio y de León, su sucesora. Además se consolidó una zona civil aledaña al campamento.
Desde esta base, la unidad dio apoyo a los gobernadores de las provincias hispanas, especialmente de la Tarraconense, y proporcionó personal especializado y escolta para la explotación de los importantes yacimientos auríferos del Noroeste hispano.
En el siglo IV, la unidad fue transformada y reducida con las reformas de Constantino I, sin participar en ninguna operación exterior y hacia el 409, después de las maniobras de Constantino III y Geroncio, debía estar tan mermada de efectivos que la invasión de vándalos, suevos y alanos supuso su disolución.
Una de las construcciones más notables de la León romana eran las termas, que por algunos lados superaban en superficie a la catedral gótica que habría de erigirse después en su lugar.  También son ecos del pasado romano la planta regular de sus murallas y de su calle principal, la actual calle Ancha, reflejo del primitivo Decumano Máximo. En la actualidad es posible visitar en el subsuelo los restos del graderío del antiguo anfiteatro.

## Invasión musulmana
La invasión musulmana de la península ibérica alcanzó rápidamente el valle del Duero con el consiguiente asentamiento de árabes y bereberes en las zonas conquistadas pero que no constituyeron asentamientos estables debido en parte al enfrentamiento entre estas dos etnias a mediados del siglo VIII, que condujo a una intensa migración hacia el sur. 
A la despoblación de las tierras del norte del Duero, contribuyó además la ofensiva de Alfonso I de Asturias que aprovechando la citada rivalidad entre etnias consiguió llegar hasta el Duero, situando en él la frontera de s reino.
León fue conquistada por los musulmanes en el año 712 y no será hasta aproximadamente 846 cuando un grupo de mozárabes intente repoblar la ciudad con población cristiana, ya que hasta entonces esta había permanecido en estado latente, en el centro de la línea de combates; sin embargo, un ataque musulmán acabó con aquella iniciativa.

## Reino de León

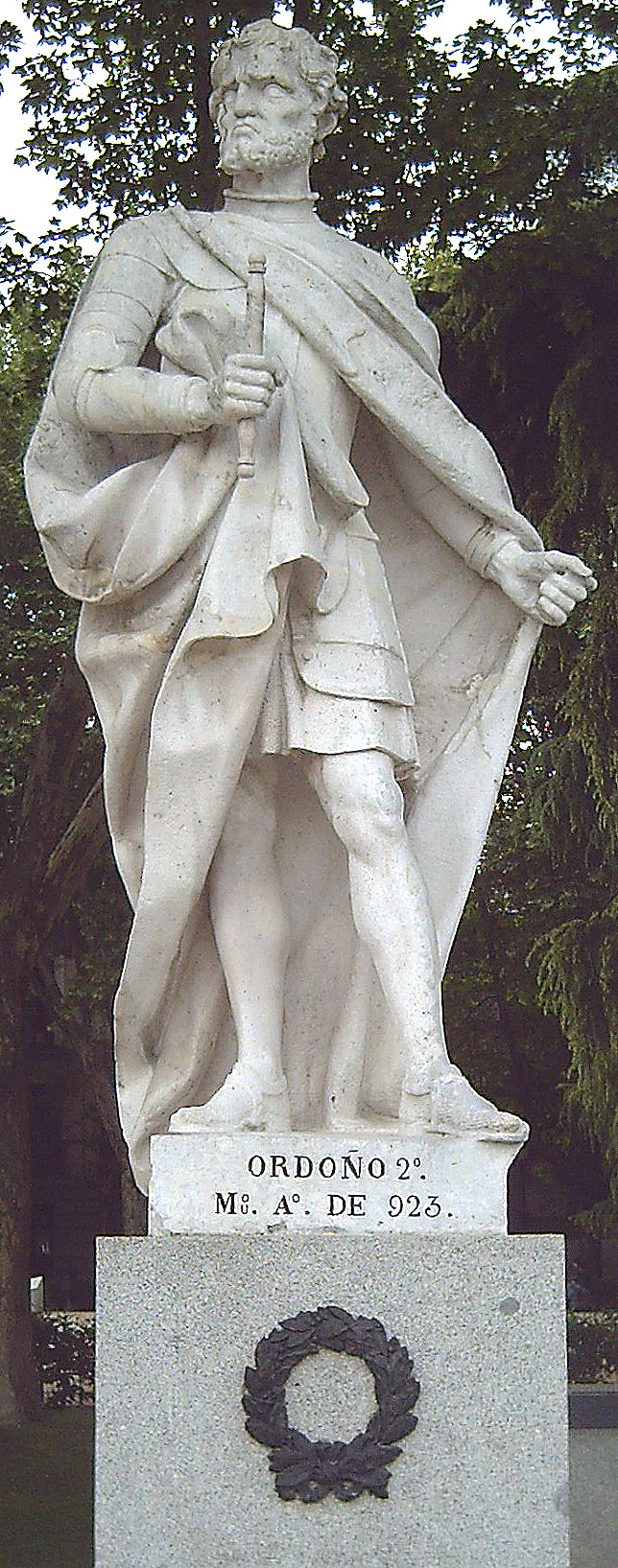
Con Ordoño II, León se configuró definitivamente como capital del reino.

En 856, el rey Ordoño I de Asturias incorpora la ciudad al reino de Asturias, reconstruyendo sus murallas y repoblándola, esta vez con éxito. El valor estratégico de León en la conquista contra los musulmanes era muy alto, puesto que suponía una avanzadilla al sur de la Cordillera Cantábrica, al tiempo que la ciudad tenía una situación privilegiada al estar defendida por los ríos Bernesga y Torío.
A la muerte del hijo de Ordoño I, Alfonso III el Magno, el reino asturiano fue repartido entre sus herederos: Fruela obtuvo Asturias, Ordoño, Galicia, y García, León. Este último constituyó, de hecho, el Reino de León, ascendiendo al trono con el nombre de García I. Sin embargo, su muerte sin herederos en 914 dejó el trono vacante. Ordoño se trasladó entonces a León, donde fue aclamado rey como Ordoño II, rey de León y de Galicia. Será él quien, definitivamente, traslade la capitalidad de Oviedo a León, puesto que Fruela reconocerá la supremacía leonesa.
En las décadas siguientes, el reino se expasionó hacia el valle del Duero y Extremadura, pero la falta de gentes que repoblaran las nuevas áreas dejan estas como "tierra de nadie". León, no obstante, también sufrió reveses en estos años, como la embestida de Almanzor hacia el año 987 en todo el norte peninsular. Sin embargo, su importancia estaba por entonces ya plenamente consolidada y la ciudad conoció un nuevo auge a partir del reinado de Alfonso V, que además le otorgó el Fuero de León en el año 1017.
La llegada al trono leonés en 1188 de Alfonso IX figura en los anales como un acontecimiento particularmente destacado: bajo su mandato se convocan las denominadas Cortes de León, que tienen lugar ese mismo año de 1188, y constituyen la primera asamblea estamental medieval de Europa (presidida por un rey e integrada por diversos brazos que representaban respectivamente a cada estamento, incluido el Tercer Estado).
A lo largo de estos siglos, la ciudad de León fue creciendo y evolucionando en su desarrollo. En esto jugó un papel importante el Camino de Santiago, quizá la más importante vía de circulación de gentes, ideas, cultura y arte del Medievo, que transcurrió por la ciudad. Sobre León, el geógrafo y viajero árabe Al-Idrisi escribía en el siglo XII: "Allí se practica un comercio muy provechoso. Sus habitantes son ahorradores y prudentes". Tenemos también noticia de León a través de diversos códices, entre ellos el Codex Calixtinus, manuscrito que, entre otras cosas, contiene información sobre la ruta que los peregrinos seguían hacia Santiago de Compostela. Con todo ello, León conoció el desarrollo de nuevos barrios de obreros y artesanos, en ocasiones extramuros de una ciudad que ya se quedaba pequeña, y casi siempre a la vera del camino de los peregrinos, que accedían a la ciudad por la llamada Puerta Moneda.

## Baja Edad Media

Mapa de difusión de la Peste negra. En verde, las áreas de menor incidencia.

Durante el siglo XIV la ciudad experimenta una acentuada crisis económica que afecta a la población. Esta crisis viene acentuada por una serie de acontecimientos climáticos en toda Europa que merman enormemente las cosechas, produciendo hambrunas y endeudamiento entre los campesinos. Todas estas circunstancias son agravadas aún más si cabe con la llegada de la peste a León entre los años 1349 y 1350, la cual provoca una gran mortandad en la zona, despoblando pueblos y reduciendo, según fuentes de la época, en más de un cuarto la población.
Por si todo esto fuera poco, en estos años se vive una inestabilidad política que produce continuas tensiones que a menudo desembocan en conflictos armados. Estos a menudo afectan a la población civil, que ve cómo sus cosechas son destruidas o cómo los jóvenes tienen que marchar a la guerra. 
No obstante, con el cambio de siglo, las cosas comienzan a mejorar, viéndose un incremento en la población de la zona. Éste se nota en la ciudad en la edificación de nuevas casas, reconstrucción de las anteriores y ensanche de los arrabales. Se habla en estos años incluso de hacer una cerca que comprendiese el arrabal de la parte oriental de la ciudad, abarcando las iglesias de San Lorenzo, San Pedro de los Huertos y San Salvador del Nido de la Cigüeña. Así, León cuenta a finales de siglo con una población entre los cuatro y cinco mil habitantes; sin embargo muchas ciudades de los alrededores experimentan crecimientos mayores; así, Burgos cuenta con diez mil habitantes, Salamanca con quince mil y Valladolid con veinte mil.

## Edad Moderna

### La Guerra de las Comunidades
La expansión económica experimentada en Castilla y en León desde mediados del siglo XV había propiciado la emergencia de una serie de grupos sociales procedentes del estado llano que no encajaban con los esquemas sociopolíticos de la sociedad estamental, lo que explica que en el seno de la sociedad castellana hubiera tensiones que desembocaran en el movimiento comunero.

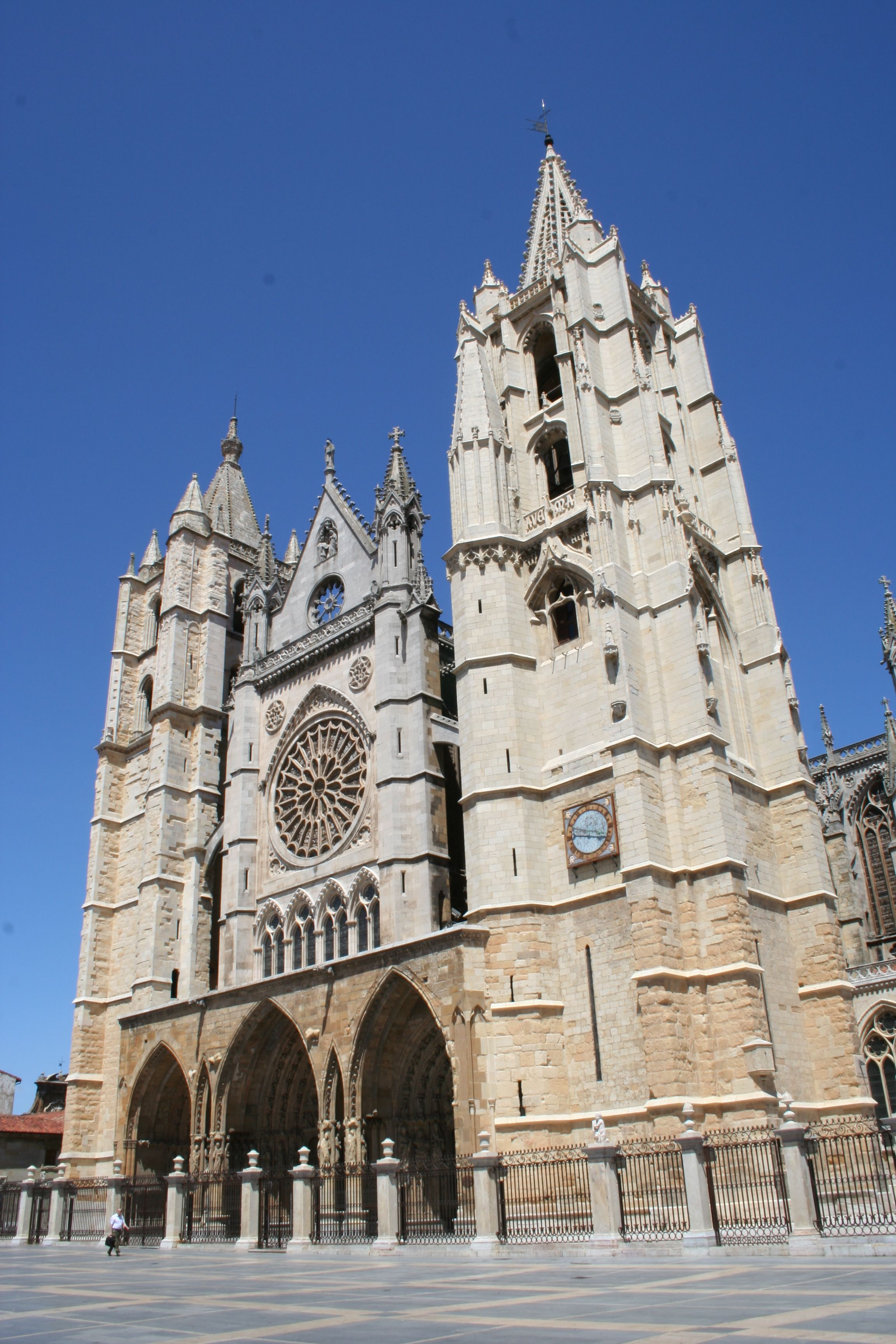
El Cabildo catedralicio de León destacó por su fervor comunero.

También hay tensiones entre los dos grandes sectores "burgueses" castellanos y leoneses. Por un lado, los grandes comerciantes e industriales textiles tenían intereses contrarios en torno al destino del principal producto de la economía de la meseta, la lana de las ovejas de la Mesta. Los comerciantes, agrupados en torno al consulado de Burgos, querían exportarla a Flandes, que pagaba a buen precio, mientras que los industriales, perjudicados por la exportación, querían aumentar los cupos reservados a la producción textil nacional. Esto hace que Burgos pronto se desligue del movimiento y Segovia, la ciudad "industrial", sea una de las cabecillas de la revuelta.
Un movimiento de las ciudades en 1517, encabezado por Burgos y respaldado por Valladolid, León y Zamora, solicitó al rey su venida urgente y la convocatoria de Cortes extraordinarias. La revuelta comunera fue pues un intento de recuperar una situación política sana y estable que había desaparecido desde la muerte de Fernando el Católico en 1516. Ya a principios de siglo, los procuradores por León en las Cortes de Valladolid de 1506, Hernando de San Andrés y Martín Vázquez de Acuña, se opusieron con los de otras ciudades al gobierno único de Felipe el Hermoso y a la reclusión de su mujer, la reina Juana.
El descontento en Castilla por la llegada del príncipe Carlos y de sus pretensiones al imperio Germánico no fue ajeno a León, donde la alta nobleza se pondrá de parte del rey, mientras que las ciudades leonesas se pondrán del lado comunero. Así, en la ciudad se van a enfrentar dos grandes familias, los Quiñones, en el bando realista, y los Guzmanes, en el bando comunero. 
En enero de 1518, ante la jura del rey Carlos I en las Cortes de Valladolid, se exige a éste que acate y respete las costumbres del país. En el caso de León, molestó mucho la decisión del rey de enviar a su hermano Fernando a Flandes, y más aún, cuando el rey quiso ir a Alemania a coronarse emperador. El pago de un tributo para este viaje animó al bando comunero, capitaneado por Ramiro Núñez de Guzmán, con el apoyo de los barrios extramuros, la mayoría del cabildo de la catedral, los monjes del convento de Santo Domingo y el Ayuntamiento en pleno. Del lado imperial sólo se encontraban Francisco Fernández de Quiñones y dos canónigos de la catedral, Diego de Valderas y Juan de Villafañe.
Cuando Francisco de Quiñones llegó a León en 1520 y vio la revuelta, hizo venir a 2000 asturianos para controlar la ciudad, siendo felicitado por el emperador y el cardenal Adriano. La reacción del bando comunero le hizo abandonar posteriormente la ciudad a él y a sus partidarios, teniéndose que refugiar en Valladolid.

### SiglosXVIIyXVIII

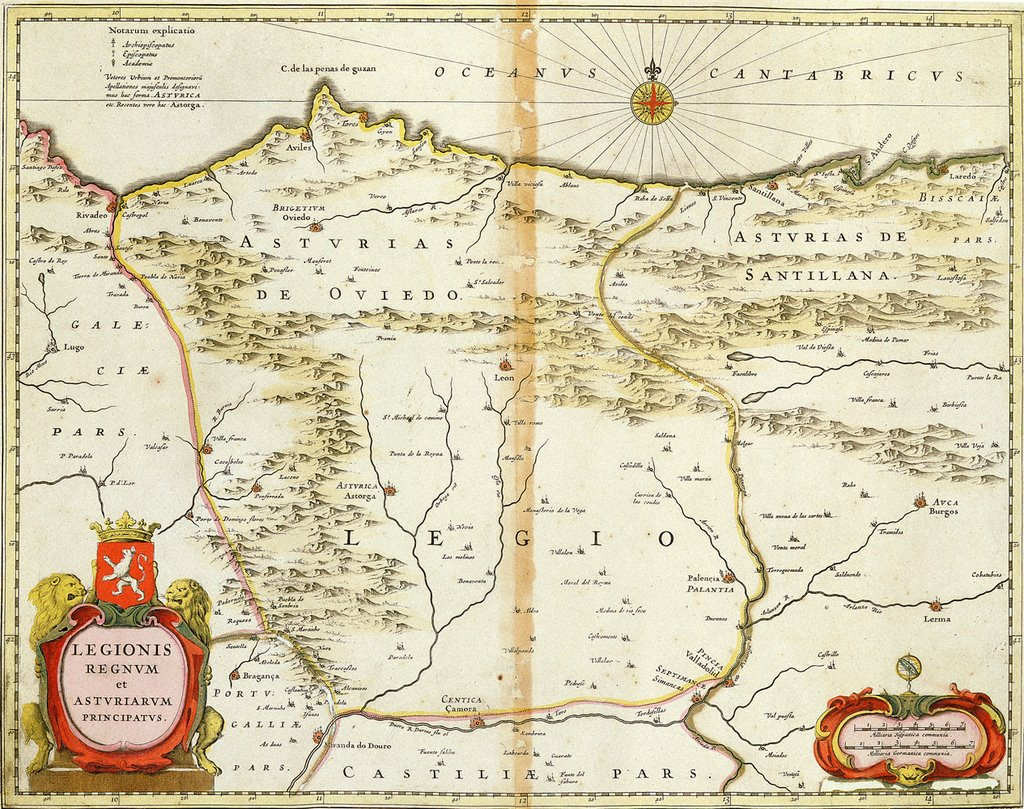
Mapa de la zona de mediados del

En estos siglos, León vive un estancamiento de su población, algo normal en las ciudades del interior. El leve incremento poblacional en la ciudad no se debe a un incremento de la actividad industrial o comercial, sino al empuje de la agricultura de las zonas rurales que rodean la ciudad. Prueba de la decadencia comercial e industrial de la ciudad es lo acontecido con las fábricas de hilados. En 1749, bajo los auspicios del secretario de Estado, José de Carvajal y Lancaster, se levanta un edificio en el llamado Campo de San Francisco para ampliar la fábrica de hilaturas que ya funcionaba en la calle de la Rúa, pero en 1769 esta fábrica ya había dejado de funcionar. El empeño puesto por el secretario de Estado contó con la oposición de las autoridades locales. Según Real Orden de 24 de enero de 1786, a instancias del obispo Cuadrillero, se crea en este edificio un hospicio, cuya obra se completa en 1793.
La ciudad de León, con 5500 habitantes (aunque algunos viajeros, como el reverendo J. Townsend, aumenten la cifra a 6170 almas) era, junto con Zamora, una de las ciudades menos pobladas de la región. Las malas condiciones higiénicas y el hacinamiento contrarrestaban el avituallamiento regular y asegurado por los municipios en épocas de crisis. Además, en épocas de malas cosechas, atraían a mendigos, vagabundos y marginados de los amplios alrededores que, agrupados en las puertas de conventos y obispados, esperaban unas relativas garantías de no morir de hambre, introduciendo en la ciudad epidemias que aumentaban la tasa de mortalidad.
De esta época son los comentarios de Antonio Ponz y especialmente, del reverendo J. Townsend:

León, a falta de comercio, se mantiene de la Iglesia. Por cada calle pululan los mendigos, alimentados en los conventos y el palacio obispal. Aquí se desayunan, allí cenan. Aparte de comida, en San Marcos reciben cada dos días los hombres un cuarto de penique, las mujeres y los niños la mitad. Con tal provisión viven, se casan y perpetúan una raza miserable. Un hospicio o asilo general está casi terminado para acogerlos, pero si las limosnas se siguen distribuyendo, idéntico número de holgazanes desdichados vendrá a ocupar el lugar de los que sean confinados.

## sigloXIX

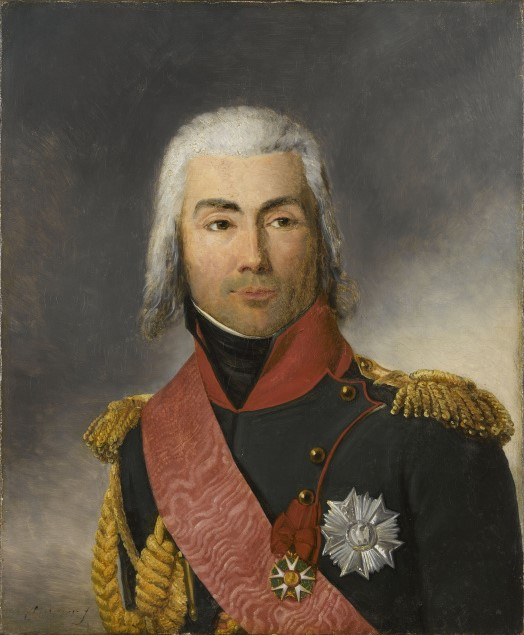
El general Jean-Baptiste Bessières tomó la ciudad en el verano de 1808.

En los días previos al estallido de la Guerra de la Independencia, en concreto el 24 de abril de 1808, tuvo lugar en León, al mismo tiempo que una serie de incidentes acaecidos en otras ciudades españolas como Burgos, Toledo o Madrid, una manifestación popular en favor de Fernando VII ante el miedo de que Carlos IV, el cual contaba con el favor de los franceses, volviera a reinar, suponiendo, por tanto, un rechazo a Napoleón. El 26 de julio de ese mismo año la ciudad caería ante el general galo Jean-Baptiste Bessières. 
Sin embargo, en agosto de 1808, tras la derrota de Bailén, los franceses se repliegan y dejan León, restituyéndose las autoridades anteriores a la invasión. Poco después, con la entrada de Napoleón en España con más tropas cambió la situación, volviendo los franceses a tomar la ciudad a finales de diciembre de 1808. En 1809, el dominio de la ciudad se lo turnan los británicos y los franceses. Retomado su dominio en junio de 1812, sólo volvió a manos francesas durante un breve período en 1813, pero acto seguido los franceses se replegaron totalmente, acabando la guerra y volviendo la ciudad a la normalidad.
En 1833, con la división territorial de Javier de Burgos, la ciudad adquirió el rango de capital de su provincia, la cual formaría parte, junto a Zamora y Salamanca, de la Región de León.
En León, antes de la desamortización promovida por Juan Álvarez Mendizábal, gran parte de las tierras circundantes pertenecían a la iglesia. Por entonces, era una ciudad con una red vial anticuada, insuficiente para satisfacer las necesidades del nuevo tráfico rodado, y fue este hecho el que las nuevas tierras desamortizadas fueran aprovechadas para marcar un antes y un después en el desarrollo urbano. Zonas de León, como el ensanche o el extrarradio, surgieron a través de la desamortización. De todas las propiedades expropiadas, la que más destaca, es San Marcos, el cual fue vendido a la diputación por 985 700 reales, precio en el que había sido tasado.

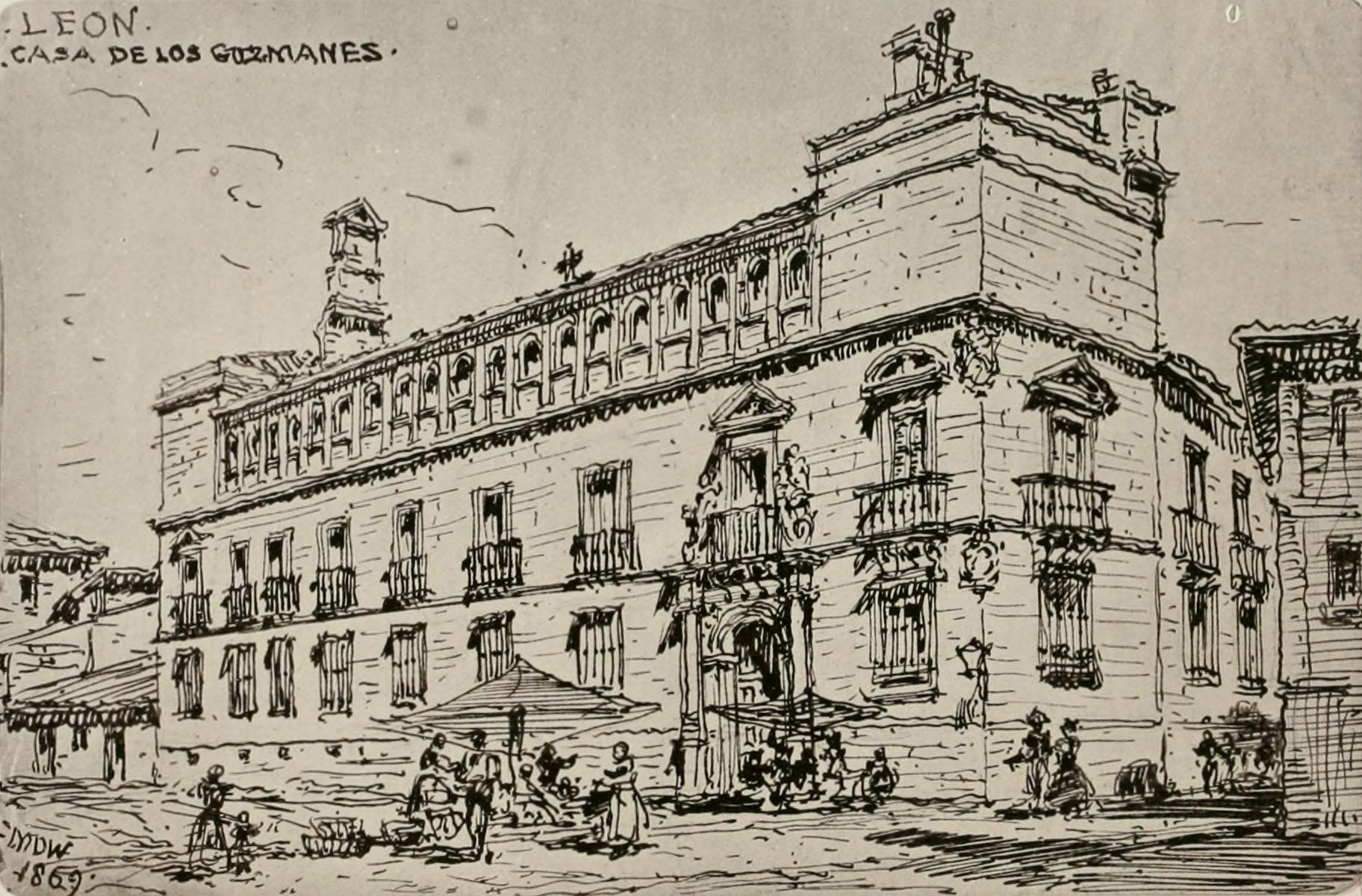
Palacio de los Guzmanes en 1869. Ilustración de Matthew Digby Wyatt.

Entre finales de siglo y principios del XX, el desarrollo de la minería del carbón la convirtió en nudo comercial y de comunicaciones fundamental en todo el noroeste, con el desarrollo de diversas infraestructuras, entre las que destacan la construcción de su estación de ferrocarril (luego propiedad de Renfe y hoy, de Adif) para vías de Ancho Ibérico, y el trazado de una línea de Ferrocarril de vía estrecha (luego Feve), conocida como El hullero, que, desde León, conectaba las principales zonas de extracción carbonífera con el núcleo industrial de Bilbao.

## sigloXX

### El Ensanche

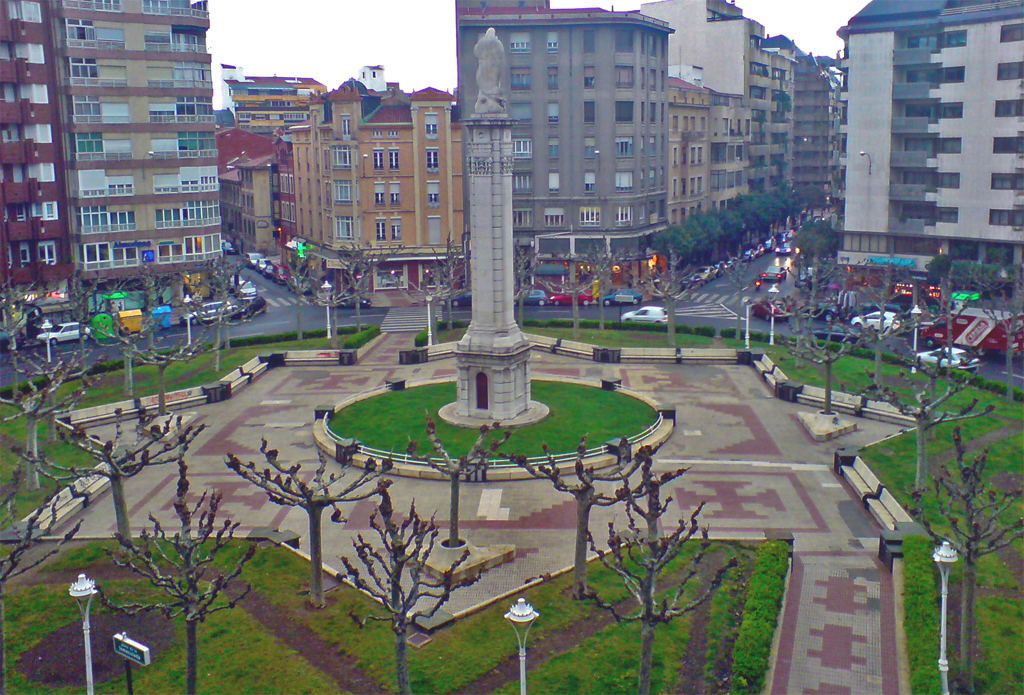
La plaza de la Inmaculada fue uno de los espacios abiertos tras el Ensanche.

A comienzos del siglo XX, la ciudad vieja, romana y medieval, no podía hacer frente a las nuevas necesidades de la población y estaba alejada del ferrocarril y de gran parte de la actividad económica. Por ello se hacía imprescindible crear espacios adaptados a los nuevos conceptos urbanos de calles amplias y rectas, con agua y alcantarillado, que permitieran un cómodo asentamiento de la burguesía y el desarrollo de las actividades comerciales y de servicios.

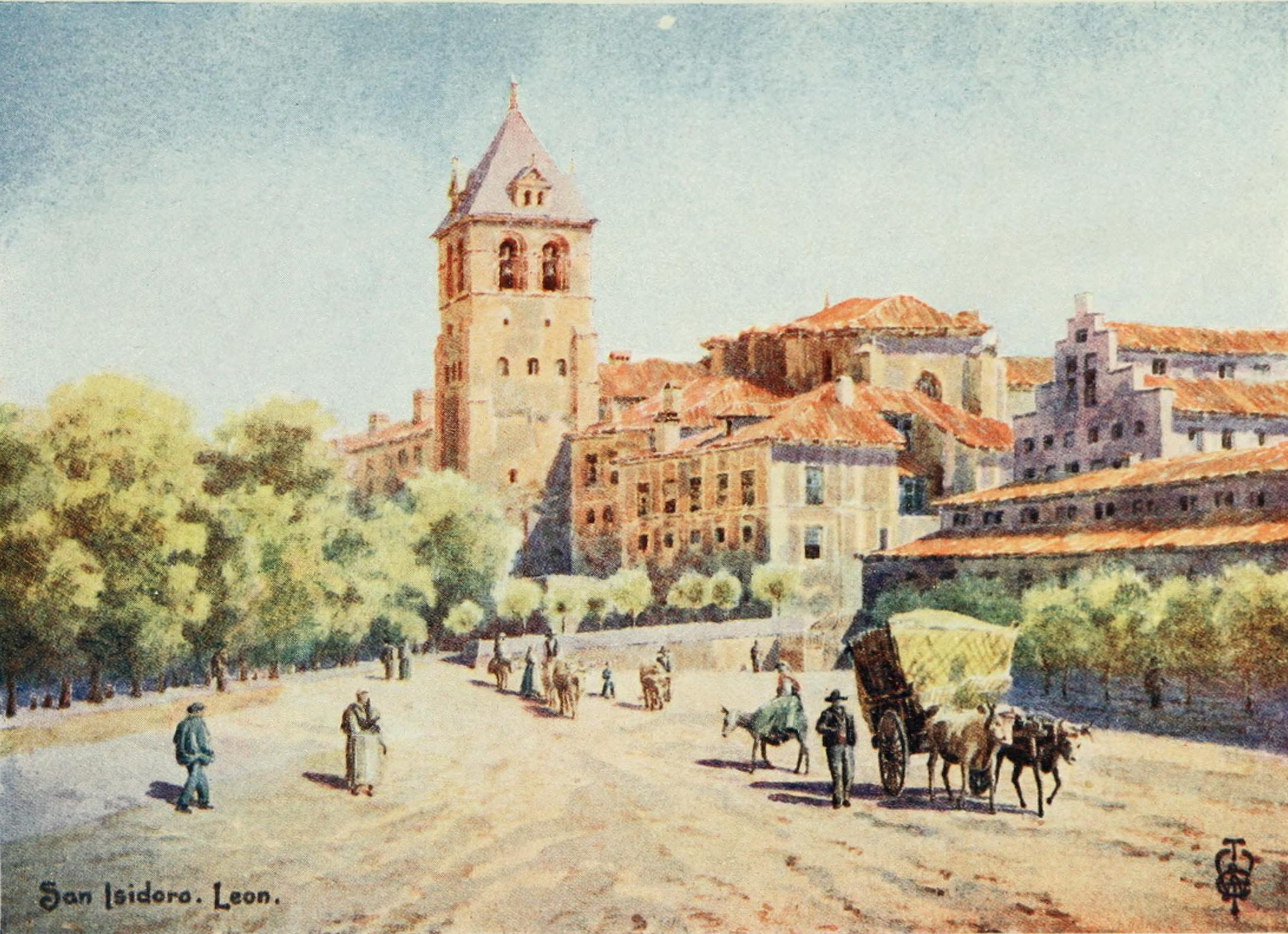
Basílica de San Isidoro hacia comienzos del

Por lo cual en 1904 se aprueba un plan de Ensanche que tenía como eje principal la actual Gran Vía de San Marcos, la cual confluía en la plaza de Santo Domingo. La avenida de Ordoño II unía esta última con la de Guzmán el Bueno, encargada de distribuir el tráfico de la estación de ferrocarril. A partir de estos grandes ejes se delimitaron manzanas de 100 metros de lado y una hectárea de superficie, sólo modificadas en la parte noreste al unirse con el casco antiguo. Sin embargo, el trazado fue variado, con la creación de calles diagonales que ampliaban la línea de fachada, revalorizando los inmuebles.
El resultado final fue la pérdida del trazado original, el aumento de las intersecciones o la desaparición de jardines y perspectivas. Su construcción fue lenta, ya que las sucesivas parcelaciones de fincas con precios más baratos, pero carentes de planificación global, fuera del ensanche (en San Claudio por ejemplo) fueron retrasando un proyecto que había perdido el sentido original.

### Guerra Civil
Tras la sublevación de julio de 1936, que dio lugar al inicio de la Guerra Civil, la mayor parte de la provincia quedó en manos de los sublevados. En León, la sublevación de la guarnición tuvo lugar el 20 de julio, una vez que la columna minera, que desde Asturias se dirigía a Madrid, hubo dejado la ciudad. Las tropas sublevadas, con el general Carlos Bosch y Bosch como gobernador militar, el coronel Julián Rubio López en el aeródromo de la Virgen del Camino, y los guardias civiles y de asalto que había en la provincia, controlaban la zona, contando pronto con la ayuda de tropas venidas de Galicia, al mando del comandante López Pita.
La resistencia fue escasa y los cargos públicos del Frente Popular, entre ellos el alcalde Miguel Castaño, fueron arrestados, condenados a muerte y ejecutados por fusilamiento.
Los republicanos, por su parte, establecieron en León cuatro comandancias: las de Belmonte, Puerto Ventana, Pola de Gordón y Cangas de Onís. El Comité provincial de milicias antifranquistas, al igual que el resto de comités del Consejo Provincial del Frente Popular, se diluyó en Consejo Provincial del Frente Popular y luego en el Consejo Interprovincial de Asturias y León. En 1937, los republicanos intentaron sus últimos ataques, pero desde el mes de septiembre, la ofensiva franquista se generalizó, recuperando los puertos de montaña y dando fin a la guerra en el norte el 21 de octubre de 1937.

### Dictadura franquista

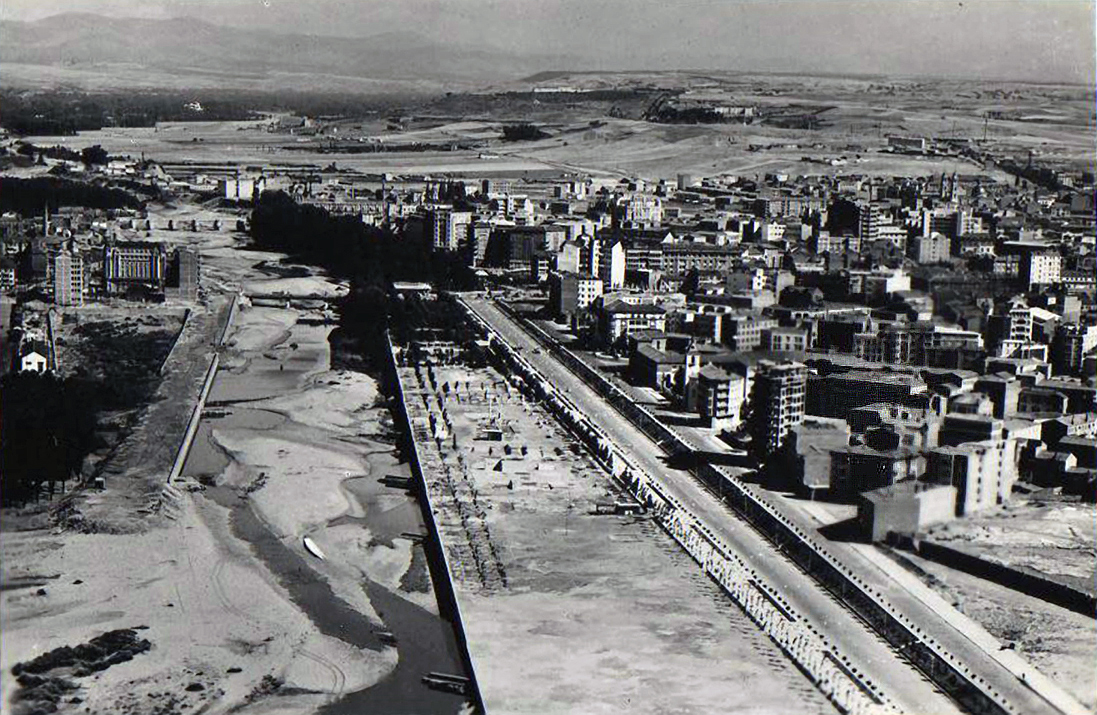
León en el

La ciudad, como el resto de España, vivió años de absoluta miseria, propios del periodo de posguerra. Sin embargo, y tras superarse éste, la ciudad continuó desarrollándose con normalidad. 
En los 1960 y 1970 la ciudad comenzó a crecer, auspiciada por el auge de la minería y la industria. Esto originó una expansión urbana anárquica en todas direcciones. La creación de barrios como San Mamés, San Esteban o El Ejido respondieron a esta expansión, que no solo se centró en la capital, sino que inició la andadura del área metropolitana de León, con el desarrollo de pueblos como San Andrés del Rabanedo.

### Etapa democrática

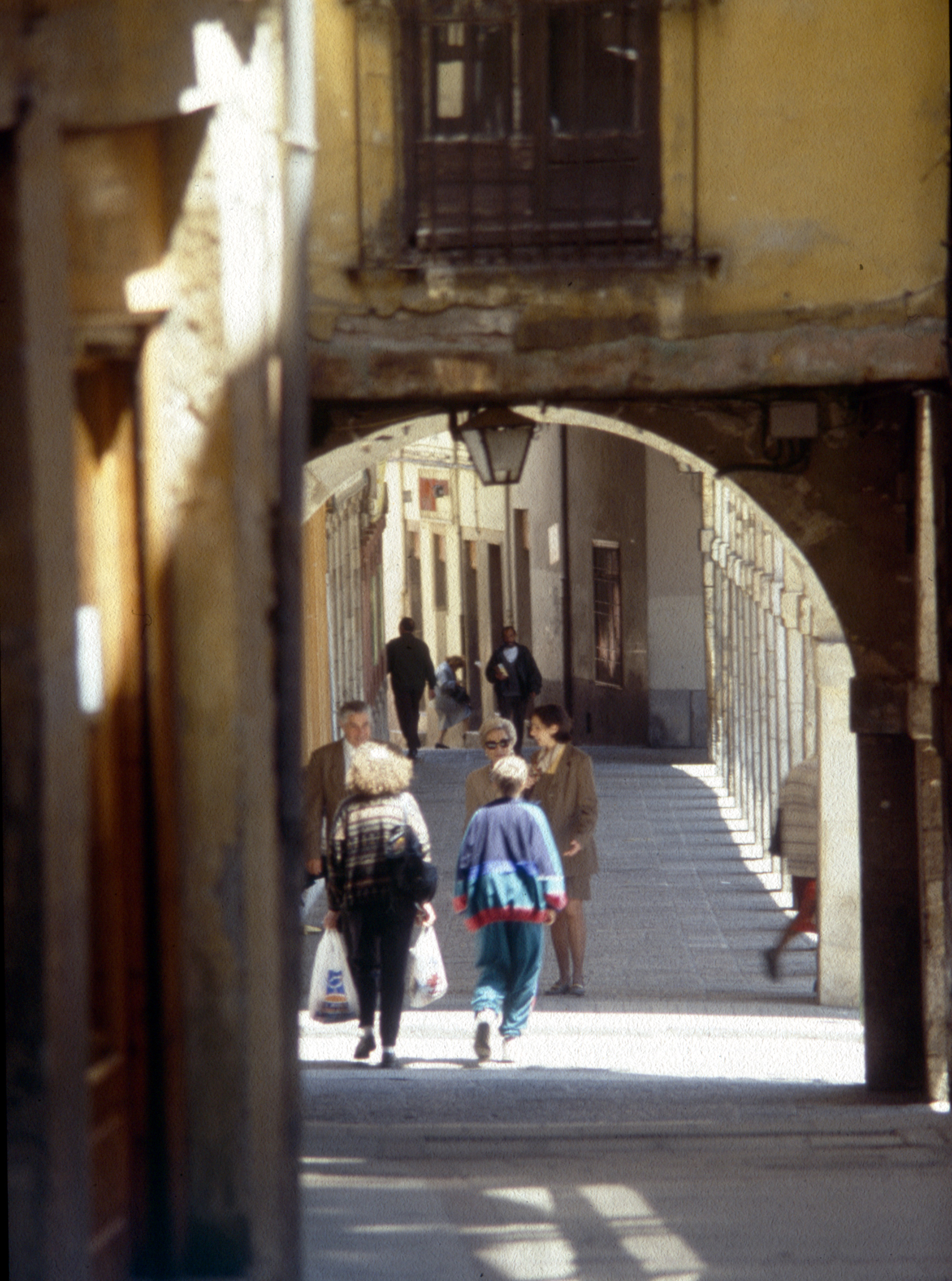
Personas en León en 1996

En 1979 se celebraron de nuevo elecciones democráticas en la ciudad de León, en las que se hizo con el triunfo el PSOE por un error de conteo de los votos, siendo finalmente el verdadero ganador el UCD, con Juan Morano a la cabeza, que gobernó hasta 1987. En este año se produjo el "Pacto Cívico", impulsado por José Luis Díez Villarig, por el cual sacó del gobierno a Juan Morano durante dos años, tras los cuales volvería al gobierno municipal por el PP, gobernando hasta 1995. Le sucedió en ese año Mario Amilivia, que gobernó ocho años, hasta 2003, logrando en su primer mandato, el del 1995, la primera y única mayoría absoluta que ha existido en el Ayuntamiento de León.
Paralelo al desarrollo de estos actos, renació el leonesismo, movimiento cultural del siglo XIX recuperado para la reivindicación política, produciéndose la aprobación de mociones en favor de una autonomía leonesa por parte de municipios y la Diputación Provincial de León en 1983, así como manifestaciones en favor de la autonomía leonesa, con 20 000 personas en 1983 y 90 000 en 1984.
En la década de los noventa la ciudad inició su despegue definitivo, acentuándose con el inicio del nuevo siglo; barrios como Eras de Renueva, La Lastra o La Torre ampliaron aún más el núcleo urbano, el cual también ha visto levantarse singulares ejemplos de arquitectura moderna, como el Museo de Arte Contemporáneo de Castilla y León o el Auditorio ciudad de León. En estos años el Área metropolitana dio un salto cualitativo, con nuevos planes urbanísticos que determinaron un gran área entre Villadangos del Páramo y Mansilla de las Mulas.

## sigloXXI

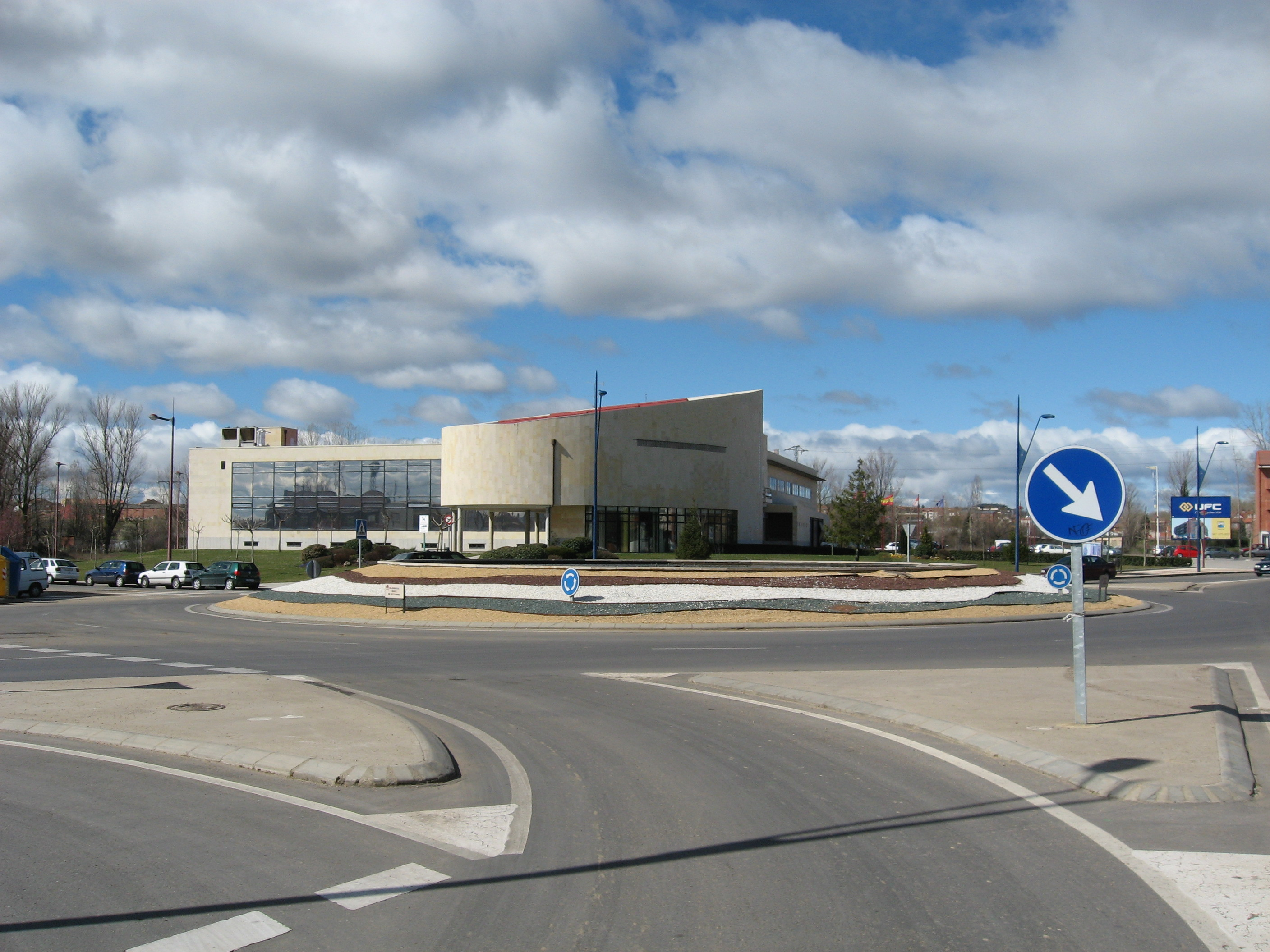
A finales del, el área metropolitana de León comenzó su despegue. En la imagen, ayuntamiento nuevo de San Andrés del Rabanedo.

En las elecciones de 2003, el Partido Popular no logró la mayoría y, a diferencia de lo ocurrido en 1999, año en el que pactó con Unión del Pueblo Leonés, este partido decidió dar su apoyo a Francisco Fernández, del PSOE. El PSOE duraría un año en el gobierno municipal, pues una moción de censura y la ruptura del grupo municipal leonesista haría que Amilivia recuperase la alcaldía hasta 2007. En las elecciones de dicho año, el PSOE consiguió por primera vez en la historia de la democracia el mayor número de votos en las elecciones, no llegando aun así a la mayoría absoluta, teniendo que pactar con UPL.